# Olympisch kwalificatietoernooi voetbal 2015 (CAF vrouwen)
Het Olympisch kwalificatietoernooi voetbal 2015 voor vrouwen van de CAF bepaalt welke twee Afrikaanse landen zich kwalificeren voor het Olympische Spelen 2016 in Rio.

## Eerste ronde
| Team 1        | Tot. | Team 2  | 1e wedstr. | 2e wedstr. |
| ------------- | ---- | ------- | ---------- | ---------- |
| Gabon         | w/o  | Libië   | —          | —          |
| Guinee-Bissau | w/o  | Liberia | —          | —          |

Opmerking: w/o = walk-over, Libië en Guinee-Bissau trokken zich terug.

## Tweede ronde
- Heenduel: 22-24 mei 2015
- Returns: 29-31 mei 2015

| Team 1            | Tot.    | Team 2             | 1e wedstr. | 2e wedstr. |
| ----------------- | ------- | ------------------ | ---------- | ---------- |
| Liberia           | w/o     | Kameroen           | —          | —          |
| Nigeria           | w/o     | Mali               | —          | —          |
| Ivoorkust         | w/o     | Tunesië            | —          | —          |
| Egypte            | 1–4     | Ghana              | 1–1        | 0–3        |
| Zambia            | 2–2 (u) | Zimbabwe           | 2–1        | 0–1        |
| Botswana          | 2–2 (u) | Kenia              | 2–1        | 0–1        |
| Congo-Brazzaville | 0–7     | Equatoriaal-Guinea | 0–3        | 0–4        |
| Gabon             | 2–8     | Zuid-Afrika        | 2–3        | 0–5        |

Opmerking: w/o = walk-over, Liberia, Mali en Tunesië trokken zich terug.

## Derde ronde
De vier winnaars plaatsen zich voor de laatste ronde
- Heenduels: 17-19 juli 2015
- Returns: 31 juli - 2 augustus 2015

| Team 1             | Tot. | Team 2      | 1e wedstr. | 2e wedstr. |
| ------------------ | ---- | ----------- | ---------- | ---------- |
| Kameroen           | 3–3  | Ghana       | 1–1        | 2–2        |
| Equatoriaal-Guinea | 3–2  | Nigeria     | 1–1        | 2–1 nv     |
| Ivoorkust          | w/o  | Zimbabwe    | 0–3        | np         |
| Kenia              | 0–2  | Zuid-Afrika | 0–1        | 0–1        |

## Laatste ronde
De twee winnaars plaatsen voor de Olympische Spelen 2016.
- Heenduel: 2-4 oktober 2015
- Return: 16-18 oktober 2015

| Team 1             | Tot. | Team 2      | 1e wedstr. | 2e wedstr. |
| ------------------ | ---- | ----------- | ---------- | ---------- |
| Kameroen           | 2–2  | Zimbabwe    | 2–1        | 0–1        |
| Equatoriaal-Guinea | 1–0  | Zuid-Afrika | 0–0        | 1–0        |